# كريستينا ستيد
كريستينا ستيد (17 يوليو 1902 – 31 مارس 1983) كانت كاتبة أسترالية للرواية والقصص القصيرة، مشهورة بفكاهتها الساخرة وقدرتها العميقة على تصوير الشخصيات النفسية. كانت كريستينا ستيد ماركسية ملتزمة، رغم أنها لم تكن عضوًا في الحزب الشيوعي. قضت معظم حياتها خارج أستراليا، لكنها عادت إليها قبل وفاتها.

## السيرة الذاتية
كان والد كريستينا ستيد، ديفيد جورج ستيد، عالم أحياء بحرية ورائد في مجال الحفاظ على البيئة، بينما كانت والدتها إلين بوترز، الزوجة الأولى له التي توفيت عام 1904. وُلدت كريستينا في ضاحية روكديل في سيدني، حيث كانت العائلة تقيم في منزل يُعرف باسم "ليدهام هول"، والذي أصبح اليوم متحفًا.
في عام 1917، انتقلت العائلة إلى ضاحية واتسونز باي. كانت كريستينا الطفلة الوحيدة من زواج والدها الأول، ولها خمسة أشقاء من زواجه الثاني، كما تزوج والدها للمرة الثالثة من يوليت ثيسل هاريس، وهي عالمة نبات أسترالية وناشطة في مجال الحفاظ على البيئة. ووفقًا لبعض الروايات، كان المنزل مكانًا صعبًا عليها بسبب شخصية والدها المتسلطة.
تلقت تعليمها في مدرسة سيدني للبنات حتى عام 1919، ثم التحقت بكلية المعلمين في سيدني، لكنها تركت التعليم عام 1922 بعد أن عملت لفترة قصيرة كمعلمة، إذ لم يناسبها هذا المجال. في عام 1925، قررت التفرغ للكتابة وعملت كسكرتيرة.
غادرت أستراليا عام 1928، وعملت في شركة حبوب بلندن تُدعى "شتراوس وشركاه" التي كان يديرها إدوارد شتراوس، حيث كان المدير الأمريكي ويليام جيمس بليك (الذي أصبح زوجها لاحقًا عام 1952) شخصية بارزة في حياتها. عملت أيضًا في بنك بباريس من 1930 إلى 1935، وسافرت مع زوجها إلى إسبانيا، لكنها غادرت البلاد عند اندلاع الحرب الأهلية الإسبانية، ثم استقرت لفترة في الولايات المتحدة. وبعد وفاة زوجها بليك عام 1968 إثر إصابته بسرطان المعدة، عادت إلى أستراليا.

## روابط خارجية
- كريستينا ستيد على موقع IMDb (الإنجليزية)
- كريستينا ستيد على موقع الموسوعة البريطانية (الإنجليزية)
- كريستينا ستيد على موقع إن إن دي بي (الإنجليزية)